# 碓井静照
碓井 静照（うすい しずてる、1937年〈昭和12年〉5月29日 - 2012年〈平成24年〉5月9日）は、日本の医師および作家。碓井内科胃腸科医院長。広島県医師会会長。広島市医師会会長。

## 経歴
広島県広島市出身。生家は浄土真宗本願寺派、十方山光明寺。1945年8月6日、静照は8歳の時に広島市への原子爆弾投下により自宅付近で被爆。修道高等学校卒業（第8回）。
1968年3月、広島大学大学院医学研究科（第一内科）を卒業。広島大学医学部第一内科助手講師を経て広島赤十字病院内科勤務。1970年、内科副部長。1974年、碓井内科胃腸科医院開業、院長。
1998年から2004年まで広島市医師会会長を務めた。2004年から2012年まで広島県医師会会長を務めた。
日本医師会元理事。日本赤十字社理事。IPPNW（核戦争防止国際医師会議）日本支部長。広島日伯協会元会長などを歴任した。
2008年8月、広島市における加藤友三郎像の再建に際しては「銅像復元委員会会長」として尽力した。
2012年5月9日、食道がんのため逝去。74歳没。同年、第24回谷本清平和賞を没後受賞。

## 人物
作家としても活動し、日本ペンクラブ会員。広島ペンクラブ元代表でもあった。九条の会アピールを支持した。
趣味は写真。住所は広島市東区牛田本町4丁目。

## 家族・親族
碓井家
- 父・松濤（広島光明学園理事長、浄土真宗本願寺派、十方山 光明寺開基住職）- 1933年に光明寺を建て、広島光明学園の前身の三立山保育園を創設、1978年に藍綬褒章受章[9]。
- 母・久子（1911年 - ）[9] - 現在の広島県広島市安佐南区東原に生糸業を営む河内家の二女として誕生[9]。山中高等女学校を卒業した[9]。同級生の中には池田勇人首相の妻がいた[9]。1933年に碓井松濤と結婚[9]。5人の子どもを育てる一方、光明寺の坊守りとして寺を守り、保育園の保母、給食、会計事務など朝早くから夜遅くまで働いた[9]。
- 弟
  - 法明[10]（広島光明学園理事長、政治家、1942年 - ） - 3歳6ヶ月の時に原爆により被爆した[11]。中央大学法学部卒業[11]。福祉施設園長を経て、1983年4月、広島市議会議員に初当選[11]。2003年藍綬褒章受章[9]。2013年6月、第76代広島市議会議長に就任した[12]。信条は「市民益のために働く」である[13]。核兵器廃絶広島市議会議員連盟会長である[14]。法明によると「広島市民の代表として核兵器廃絶を訴えるのは使命」という[13]。
  - 真行（光明寺住職、画家）
- 妻[1][2]
- 長女、二女、三女[1]

## 役職
- 広島市医師会会長（1998年～2004年）
- 広島県医師会会長（2004年～2012年）
- IPPNW（核戦争防止国際医師会議）日本支部長（2004年～2012年）
- 広島県地域保健対策協議会会長（2004年～2012年）
- 財団法人ひろしまドナーバンク理事長（2004年～2012年）
- 日本赤十字社理事（2004年～2012年）
- 日本学校保健会副会長（2007年～2012年）
- 日本医師会理事（2007年～2010年）

## 表彰
- 1997年 - 広島県知事表彰（国民健康保険功労者）
- 1998年 - 広島市長表彰（公衆衛生事業功労者・保健医療事業功労者）
- 1999年 - 広島県知事表彰（救急医療功労）
- 2003年 - 厚生労働大臣表彰（介護老人保健施設関係事業功労者）
- 2008年 - 厚生労働大臣表彰（救急医療功労）
- 2010年 - 中国新聞 第67回中国文化賞
- 2011年 - 旭日小綬章

## 代表作品
- 1995年 - 消えた十字架（ロザリオ）
- 1996年
  - エドナ・ライル夫人の死
  - 毛利元就考
- 1997年 - Reflections on the Life and Times of Motonari M^ori（毛利元就考英語版）
- 1998年
  - 語り継ぐ夏
  - OBSERVATIONS From the Charles River to Minsk（語り継ぐ夏英語版）
- 1999年
  - 不老長寿考
  - The sprit in Asia（不老長寿考英語版）
  - 癒しの医療・いたわりの介護
- 2000年
  - Aiming at Abolition 2000
  - 語り継ぐ夏 改訂版
  - 続不老長寿考 「徐福の謎」
- 2001年
  - ヒロシマ2001
  - 中世女人曼荼羅
- 2002年
  - ニューヨーク午後の日射し
  - Hiroshima2001 & New York Afternoon Sun
- 2003年
  - 宮本武蔵考
  - The Women of the Heian Night
  - THE Life and Times of Miyamoto Musashi
  - 続癒しの医療・いたわりの介護
  - 2004年
  - みやじま物語
  - 哀しみの虹 ～ある美しき韓国人女性の死～
- 2005年
  - Miyajima Story
  - おちょろ女と虚無僧
- 2006年
  - オレ、U。
  - 続 哀しみの虹 ～ある美しき韓国女性の死～
- 2007年 - シアトルからの手紙
- 2008年 - 古代史の謎にせまる
- 2009年 - ピョンヤンの春
- 2011年 - KIYOMORI ～平清盛～
- 2012年 - 放射能と子ども達